# Трудовик (Унечский район)
Трудовик — поселок в Унечском районе Брянской области в составе Унечского городского поселения.

## География
Находится в центральной части Брянской области у северо-восточной окраины районного центра города Унеча.

## История
Упоминался с 1930-х годов. На карте 1941 года отмечен как поселение с 19 дворами.

## Население
Численность населения: 68 человек (русские 99 %) в 2002 году, 64 в 2010.